# 恋するウシチチ
恋するウシチチ（こいするウシチチ）は、真鍋譲治原作の日本の成年漫画。全2巻。

## 概要
人間の男である椿潤九郎と人型愛玩動物（獣人）であるウシチチのピピ子が巻き起こすドタバタエロコメディ。当作は商業誌として2009年3月1日に富士美出版から発売されたが、担当編集者のミスにより性器部分を無修正のまま発売してしまったことで原作者である真鍋との間にトラブルが生じ、商業誌としての続巻（第2巻）の発表を断念することになった経緯がある。その後、続巻は同人誌として2009年8月16日に発売された。そのため、全2巻ながら第1巻は商業誌、第2巻は同人誌というかたちでナンバリング（巻数）が振られている珍しい作品である。なお、無修正で発売されたのは商業誌（第1巻）の初版のみであり、第1巻の第2刷以降の重版と同人誌（第2巻）は全て修正が加えられている。

## あらすじ
金無し・職無し・甲斐性無しのニートである椿潤九郎は稀代のウシチチマニア。欲しいと思いながらも高額で一般人には手が出せない超高級ペットであるため、専門誌を観ては悶々としていた。そんなある日、コンビニ弁当を買って帰る途中、潤九郎のかったコンビニ弁当の匂いに釣られて現れたウシチチ「ピピ子」と出逢う。ピピ子は稀少な天然物ウシチチであり、性格は自由で気まま。そのまま半ば強引に潤九郎の住まいに棲み付いてしまう。破天荒なピピ子に気の休まる暇が無い潤九郎だが、ピピ子との出逢いによって多くのウシチチと出逢い、肉体関係を持っていく。

## 登場人物

### 人間
椿潤九郎（つばき じゅんくろう）
本作の主人公。通称「ジュンクロー」。金無し・職無し・甲斐性無しのニート。学生だが学校には所属していない。ボロアパートに一人暮らしで、月に一度の実家からの仕送りで生活している。
自他共に認める稀代のウシチチマニアで、実は乳揉みの技能は政府から鑑定を依頼されるほどの才能が在り、ピピ子に唆されて「チチモミ師」を開業して多額の稼ぎを得たことがある。従来よりウシチチを飼いたいと思っていたが、高額で一般人には手が出せないため、雑誌を読んでは悶々としていた。
ひょんなことからピピ子を養うことになり、破天荒なピピ子に不満を抱きつつも心底では彼女に対して好意を持っていた。
ヤスオ
潤九郎の知り合い。苗字は不明。「やすお」とひらがなでも表記される。潤九郎とは仲が悪いが、お互いに名前で呼び合っていることから学生仲間と思われる。大金持ちのボンボンで、今年度のウシチチ品評会でナンバーワンと評価されたアルテミスの飼い主。アルテミスがお気に入りであり、事ある毎に自慢している。資産にものをいわせて多くのウシチチを飼っているが、飼っては飽きてを繰り返しており、飼い飽きたウシチチは自宅の地下室に閉じ込めていた。実は自宅内に設けた秘密の研究所でクローンウシチチの密造を行なっていた。
大家さん（おおや-）
潤九郎が住むボロアパートの大家さん。氏名は不明。3年前に夫を亡くした未亡人。潤九郎より年上の女性であるが、年齢は不明。かなりの美人であり、巨乳。実は予てより潤九郎に好意を寄せており、胸を揉んでもらいたいと思っていた。後に潤九郎とは肉体関係を持つに至り、最終的には潤九郎とセックスフレンドのような関係になる。人間の女性としては唯一の登場人物であり、ウシチチ以外では潤九郎が初めてセックスをした女性である。
横山善造（よこやま ぜんぞう）
内閣総理大臣首席補佐官。年齢は58歳。潤九郎を首相官邸に呼び出した人物。潤九郎に某国から品質調査として送られてきたウシチチを鑑定してほしいと依頼する。
灰崎（はいざき）
ヤスオの自宅の地下室に極秘に設けられた研究所で新作のクローンウシチチの密造を研究している科学者。名前は不明。天然物のウシチチであるピピ子のワイルドさと、飼育物ウシチチの頂点に立つアルテミスの上品な豊満さを掛け合わせて新たなタイプのウシチチを作ろうしている。

### ウシチチ
ピピ子
もう一人の主人公である野良ウシチチ。ホームレスのような生活をしている時、潤九郎の買ったコンビニ弁当の匂いに釣られた結果、そのまま潤九郎の住むアパートに転がり込んで潤九郎と同棲することになる。
実はウシチチ界では極めて稀少な天然物ウシチチである。潤九郎がこれまで入手してきた情報によると、天然物ウシチチは人間によって飼い慣らされた飼育物ウシチチと違い、性格は気ままで荒い。乳の成分も調整されていないため、成分は未解明な部分が多く、人によっては下痢を起こすなどの有毒性を持つらしく、ピピ子も例外ではない。第1巻では破天荒な性格が強調されたが、第2巻では比較的常識的な性格になり始める。彼女いわく「ウシチチはみんなエロい」らしく、潤九郎が他のウシチチとエッチすること自体には比較的寛容であるが、自分を蔑ろにすると不機嫌になる。飼育物ウシチチは人間によって飼育管理されているため、人間の子供を孕まないように生殖機能を調整させられる。そのため、人間の子を孕むことはないが、ピピ子は天然物ウシチチなので生殖機能を調整させられておらず、人間の子を孕む余地が在り得る旨が作中で描かれており、エンディングでは潤九郎の子を孕んだかのように思わせるシーンが在る。
アルテミス
ヤスオに飼われている、今年のウシチチ品評会でナンバーワンの評価を獲得した飼育物ウシチチの頂点に立つ血統書付きのウシチチ。自分からはあまり語らない大人しい性格。その正体はウシチチ管理局民生課に籍を置く「ウシチチGメン」と呼ばれる嘱託職員であり、ヤスオのウシチチに対する扱いの違法性を密かに内偵していた。ヤスオによって地下に軟禁されたウシチチを開放するが、自身はヤスオへの愛情から傍らに残ることにした。
ラニーニャ
ピピ子の友達。エルニーニョと一緒に行動している。飼育物のウシチチであるが、男勝りな性格であり、月に一回のペースで行なわれるウシチチの親睦会において侵入者を取り締まる役目を担っている。潤九郎を酷評するが、心底から嫌っているわけではない。以前は飼い主がいたが、変態プレイを好む飼い主だったため、途中で飽きて脱走し、現在はフリー。
エルニーニョ
ピピ子の友達。ラニーニャと一緒に行動している。飼育物のウシチチであるが、ラニーニャと同じく男勝りな性格であり、月に一回のペースで行なわれるウシチチの親睦会において侵入者を取り締まる役割を担っている。ラニーニャほど潤九郎を酷評している様子は無い。以前は飼い主がいたが、絞り出したミルクをネットで密売していたことに腹を立て、飼い主の銀行通帳をパクって脱走し、現在はフリー。
ハルミ
渋谷にあるウシチチショップ「ホルスタイン」にて売り出されている高級ウシチチ。予てよりショーウインドウ越しで見つめる潤九郎に好意を寄せていた。しかし、価格が30,000,000円もするため、潤九郎に購入できるわけもなく、肩を落として帰っていく潤九郎に「この人になら飼われても良い」と思い、店から抜け出して潤九郎の所にやってきた。「飼育物の高級ウシチチ」というプライドが在り、ホームレスのような生活をしていたピピ子のことを快く思っておらず、ピピ子とは互いに「のらウシ」「ブランドウシ」と罵り合うなど、仲が悪い。
ウシチチ
ピピ子の勧めでチチモミ師を開業した潤九郎に最初に乳揉みを依頼したウシチチ。名前は不明。
お嬢様（-じょうさま）
ウシチチ界の貴族「デカメロン侯爵家」の令嬢であるウシチチ。名前は不明。ウシチチにしては珍しく性的なものに対して嫌悪感を持っている。当初はチチモミ師を名乗る潤九郎のことを「くだらん山師風情」と軽視していたが、潤九郎とエッチすることで開放的な性格になり、ウシチチ界の華族である葛城家へ出立していった。
ガブリエル
デカメロン侯爵家に執事として仕えるウシチチ。エッチに対して嫌悪感を持つお嬢様を見かね、潤九郎にお嬢様への乳揉みを依頼する。作中において名前を持つウシチチの中で潤九郎とエッチしていないのは彼女のみである。
エムワン・エイブラムズ
某国より輸入のための品質調査用に送られてきたウシチチ。プライドが高く、某国でも名うての暴れウシチチであり、品質調査を担当した政府の役人が20人も犠牲になっている。某国のウシチチは国産のウシチチとは異なり、排気量・馬力・総重量が国産ウシチチの2倍の容量であり、横山善造から「日本の社会には適合しない」と判断され、彼女を含む某国のウシチチは輸入不可となった。これにより、某国からの空襲を受けることになり、奇しくも潤九郎の住むアパートが破壊されてしまう。
みゆき
ヤスオに飼われているウシチチ。半年前までヤスオから籠愛受けていたが、アルテミスが来たことによってアッサリ見捨てられたため、酷く傷つく。
たまき
ヤスオに飼われているウシチチ。ヤスオに飼われている数居るウシチチの中でも特にヤスオから籠愛を受けた期間が短いため、皮肉屋になってしまった。当初は潤九郎に対しても悪態をついていたが、潤九郎から深い籠愛を受けて心を開く。そして彼女の提案によって軟禁状態のウシチチがヤスオ邸を脱出することになる。
お菊（-きく）
ヤスオに飼われているウシチチ。軟禁状態にあるウシチチたちのリーダー格。たまきの生い立ちを潤九郎に話して聴かせ、優しくしてやるように頼む。
ヤスオに飼われているウシチチたち
かつてヤスオが飼っては飽きてを繰り返してきたウシチチたち。法律上の問題が在るので地下室に閉じ込めるかたちで飼い殺しにされている。作中では少なくても10人が確認できるが、名前が設定されているのは上述する3人のみで、他の7人は名前の設定が無い。全員がメイド服を着用しているが、性格は個々の特徴が出ている。たまきを贔屓する潤九郎に対して聊か不満を持つも、当初から全員が潤九郎を暖かく迎え入れている。